# Dissidentenhetscentrat
Dissidentenhetscentrat (Nepali: विद्रोही एकता केन्द्र) var ett av många grupper med rötter i Nepals kommunistiska parti.
1981 gick gruppen upp i det större NKP (ML) som tio år senare gick samman med ytterligare ett kommunistparti och bildade det nuvarande Nepals kommunistiska parti (Förenade marxist-leninisterna).